# Оман на летних Олимпийских играх 2012
Оман на летних Олимпийских играх 2012 был представлен в двух видах спорта. Соревнование проходило в Лондоне с 27 июля по 12 августа 2012 года.
Команда состояла из четырёх спортсменов в лёгкой атлетике и стрельбах. С 2004 года это была самая маленькая делегация, отправленная на Олимпийские игры. Знаменосцем был спортсмен по стрельбам Ахмед Аль-Хатми.

## Результаты соревнований

### Лёгкая атлетика
Мужчины
| Спортсмен          | Соревнование | Предварительный раунд | Предварительный раунд | Четвертьфинал | Четвертьфинал | Полуфинал | Полуфинал | Финал     | Финал     |
| Спортсмен          | Соревнование | Результат             | Место                 | Результат     | Место         | Результат | Место     | Результат | Место     |
| ------------------ | ------------ | --------------------- | --------------------- | ------------- | ------------- | --------- | --------- | --------- | --------- |
| Аль-Харти, Баракат | 100 м        | Пропустил             | Пропустил             | 10.41         | 7             | Не прошёл | Не прошёл | Не прошёл | Не прошёл |
| Ахмед аль-Мерджаби | 400 м        | Пропустил             | Пропустил             |               |               | Не прошёл | Не прошёл | Не прошёл | Не прошёл |

Женщины
| Спортсмен        | Соревнование | Предварительный раунд | Предварительный раунд | Четвертьфинал | Четвертьфинал | Полуфинал | Полуфинал | Финал     | Финал     |
| Спортсмен        | Соревнование | Результат             | Место                 | Результат     | Место         | Результат | Место     | Результат | Место     |
| ---------------- | ------------ | --------------------- | --------------------- | ------------- | ------------- | --------- | --------- | --------- | --------- |
| Шинуна Аль-Хабси | 100 м        | 12.45                 | 4                     | Не прошла     | Не прошла     | Не прошла | Не прошла | Не прошла | Не прошла |

### Стрельба
Мужчины
| Спортсмен       | Соревнование | Квалификация | Квалификация | Финал     | Финал     |
| Спортсмен       | Соревнование | Результат    | Место        | Результат | Место     |
| --------------- | ------------ | ------------ | ------------ | --------- | --------- |
| Ахмед Аль-Хатми | дубль-трап   | 129          | 19           | Не прошёл | Не прошёл |